# Nycticebus linglom
Nycticebus linglom (лат.) — вид вымерших мокроносых приматов, обитавших во время среднего миоцена (15,97—11,61 млн лет назад) на территории современного Таиланда.
Единственное, что от них осталось и удалось найти — окаменевший верхний третий моляр (коренной зуб). Этого недостаточно, чтобы надёжно определить родовую принадлежность этого вымершего вида; степень его родства с современными видами толстых лори (род Nycticebus) не ясна, потому название вида относится к так называемой «открытой номенклатуре» (англ. open nomenclature).
Ширина найденного зуба составляет всего 1,82 мм, что необычно мало для зубов приматов. Зуб треугольной формы, с одним корнем, с тремя главными кончиками и несколькими гребнями. Отсутствие четвёртого кончика — гипоконуса (англ. hypocone) — отличает этот вид от других полуобезьян.

## Открытие и описание
Открытие было сделано французскими палеонтологами Пьером Мейном (фр. Pierre Mein) и Леонардом Гинзбургом (фр. Léonard Ginsburg), которые в 1997 году опубликовали доклад об обнаружении зуба неизвестного ископаемого животного на месте раскопок Ли Мае Лонг (англ. Li Mae Long) в провинции Лампхун Таиланда. Хотя кроме единственного зуба никаких других остатков этих приматов найти не удалось, Мейн и Гинзбург пришли к выводу, что это ископаемое животное должно быть ближе всего к современным толстым лори (род Nycticebus). Однако отнесение ископаемых приматов к роду является предположительным, и поэтому латинское наименование этого биологического вида начинается с вопросительного знака перед родовым наименованием, как это принято по правилам открытой номенклатуры. Видовое наименование происходит из тайского языка: по-тайски linglom означает «лори».
Единственная найденная окаменелость этого вида — третий верхний коренной зуб (M3), известный как «T Li 41», длиной 1,29 мм и шириной 1,82 мм. Мейн (Mein) и Гинзбург (Ginsburg) утверждают, что среди всех известных видов полуобезьян у этого — самые маленькие коренные зубы. Найденный зуб — треугольной формы, с упрощённой, редуцированной морфологией. Присутствуют три главных кончика зуба: протоконус, параконус и метаконус, соединённые гребнем. Эти кончики низкие и закруглённые. Метаконус, расположенный в задней части зуба, ближе к протоконусу, расположенному спереди со стороны языка, чем к параконусу, расположенному спереди со стороны щеки. Протоконус закруглён с язычной стороны и соединён со слабовыраженным гребнем. Есть также малый кончик, называемый парастиль (англ. parastyle).